# Eder Sánchez
Eder Sánchez (ur. 21 maja 1986 w Tlalnepantla de Baz) – meksykański lekkoatleta, chodziarz.

## Osiągnięcia
- srebrny medal mistrzostw świata (chód na 20 km, Berlin 2009)
- 6. miejsce podczas igrzysk olimpijskich (chód na 20 km, Londyn 2012)

## Rekordy życiowe
- Chód na 10 kilometrów – 38:31 (2009) rekord Meksyku
- Chód na 20 kilometrów – 1:18:34 (2008)